# Team Falcons
Team Falcons, ehemals auch Falcons Esports, ist eine saudi-arabische E-Sport-Organisation, die 2017 gegründet wurde. CEO ist der ehemalige FIFA-Profi Mosaad Al-Dossary.

## Geschichte

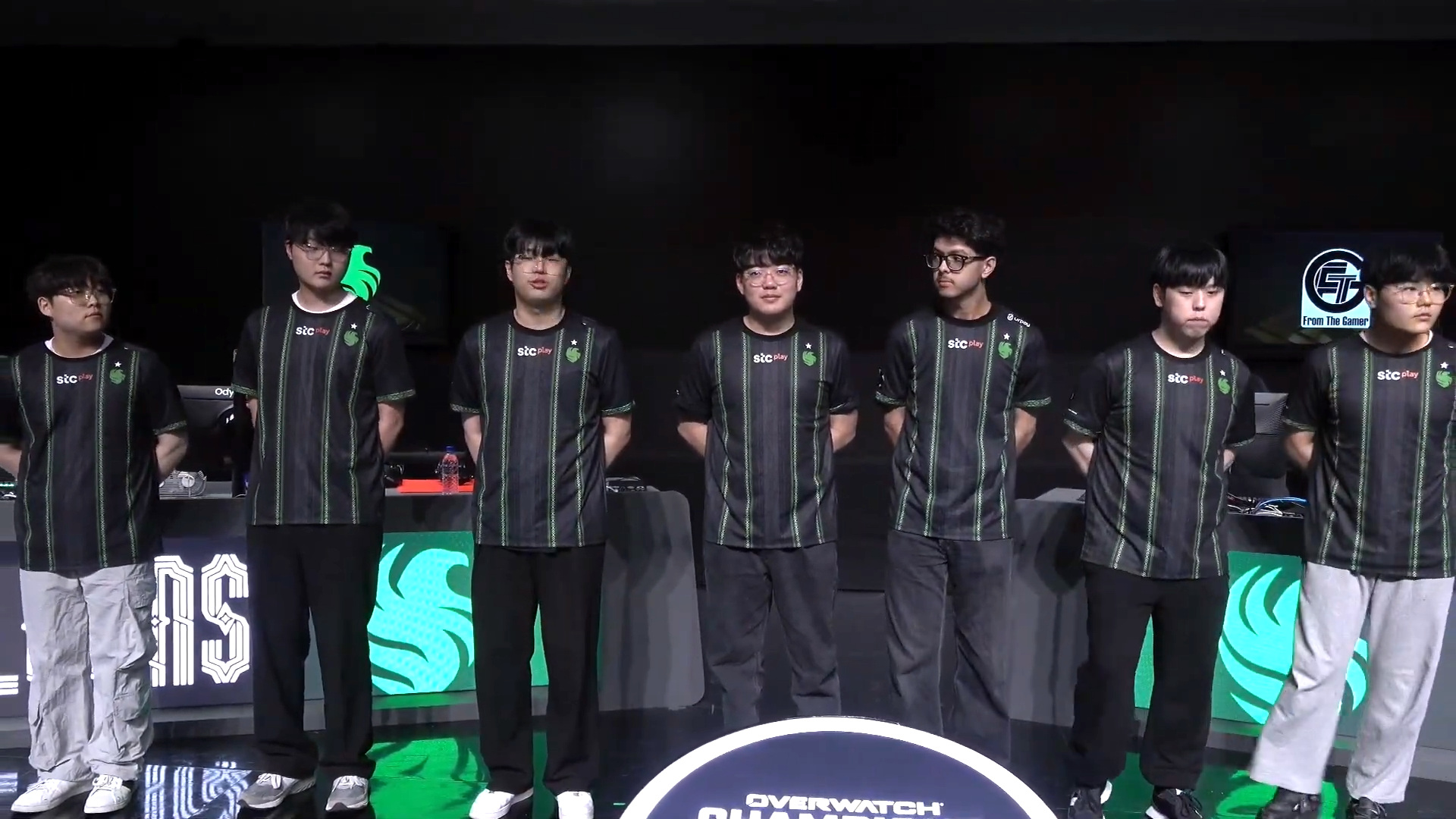
Overwatch-Mannschaft von Team Falcons (2024)

Die Organisation unterhält internationale Mannschaften in verschiedenen Disziplinen im E-Sport. Die Eigentümerverhältnisse sind unklar; es wird angenommen, dass die saudische Königsfamilie die Organisation im Rahmen einer Sportswashing-Kampagne finanziert.
2023 belegte die Organisation Platz 6 in der Gesamtwertung von Gamers8, einer in der saudi-arabischen Hauptstadt Riad ausgetragenen E-Sport-Turnierserie in verschiedenen Disziplinen. Im Jahr darauf gewann Falcons die inzwischen in Esports World Cup umbenannte Turnierserie mit großem Vorsprung und sicherte sich somit 7 Millionen US-Dollar Preisgeld.

## Aktive und ehemalige Spieler (Auswahl)

### Dota 2
Die Dota-2-Abteilung von Falcons wurde Ende 2023 gegründet und konnte direkt mehrere große internationale Turniere gewinnen, darunter die Dreamleague Season 22 und 23 sowie das ESL One Birmingham 2024. Beim Riyadh Masters 2024 belegte das Team den dritten Platz.

#### Spieler bei Gründung (Ende 2023)
- Oliver „Skiter“ Lepko
- Stanislav „Malr1ne“ Potorak
- Ammar „ATF“ Al-Assaf
- Andreas „Cr1t-“ Nielsen
- Peter „Sneyking“ Dager

### Counter-Strike
Anfang 2022 verpflichtete Falcons ein französisches Team in Counter-Strike: Global Offensive. Ende 2022 stieß der ehemalige Weltklassespieler Kenny „kennyS“ Schrub für einige Monate zum Team, größere Erfolge blieben jedoch aus, sodass Ende 2023 ein komplettüberarbeitetes Team präsentiert wurde. Beim Intel Extreme Masters Katowice 2024 gelang dem Team der Sprung ins Halbfinale und somit ein Preisgeld von 80.000 US-Dollar.

#### Aktuelles Line-Up
- Nikola „NiKo“ Kovač
- René „TeSeS“ Madsen
- Damjan „kyxsan“ Stoilkovski (Kapitän)
- Ilya „m0nesy“ Osipov
- Maksim „kyousuke“ Lukin
- Danny „zonic“ Sørensen (Coach)
- Emil „Magisk“ Reif (inaktiv)
- Abdulkhalik „degster“ Gassanow (inaktiv)

(Quelle: )

### Rocket League
Das Rocket League Esport Team wurde am 19. März 2021 gegründet und konnte bisher zahlreiche Erfolge in der Rocket League Championship Series verbuchen. Das Team erreichte 2024 in der RLCS Major 2 in London 2024 den 2. Platz. Im Finale der Rocket League World Championship (RLCS 2024) kam das Team bis ins Halbfinale und gewann damit ein Preisgeld von 99.000 $.

#### Aktuelle Spieler (Oktober 2024)
- Mohammad „trk511“ Alotaibi
- Saleh „Rw9“ Bakhaswin
- Yazid „Kiileerrz“ Bakhaswin
- Abdulrahman „d7oom-24“ Saad

(Quelle: )